# Abatur

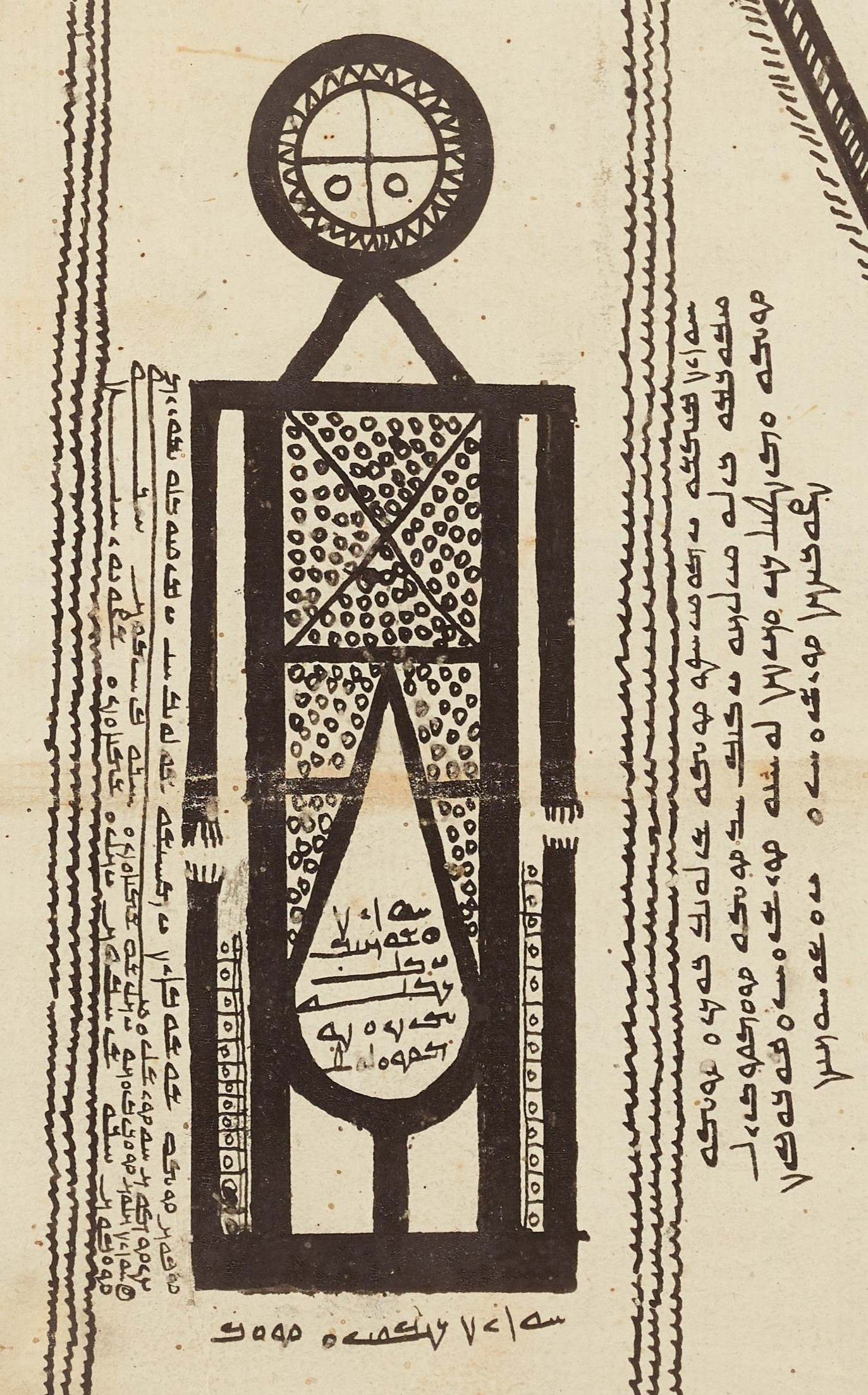
Un'immagine di Abatur tratta dal Diwan Abatur

Abatur (o Abathur, detto anche B'haq-Ziwa) è una delle tre emanazioni della suprema e inconoscibile divinità del mandeismo, assieme a Yoshamin e Ptahil.

## Etimologia
Il nome Abatur è generalmente indicato come un composto mandaico di aba (una voce di origine semitica che vuol dire "padre") e uthra (un tipo di creatura divina simile a un angelo), avente quindi il significato di "padre degli uthra", idea supportata anche da un passaggio nel Ginza Raba dove Abatur stesso si autodefinisce "padre degli uthra".
Altri studiosi propongono però un'etimologia iranica, da aba ("colui che ha") e tura ("bilancia", "piatto della bilancia"); tale spiegazione è però avversata dal fatto che la parola tura non è attestata in iranico (venne formata da Andreas sulla base dei termini sanscriti tula, "leva", e tulayati, "pesare"), mentre aba è attestata solo in neo-persiano, il che porterebbe il nome di Abatur a risalire solo al IX secolo, un'eventualità estremamente improbabile.

## Mitologia

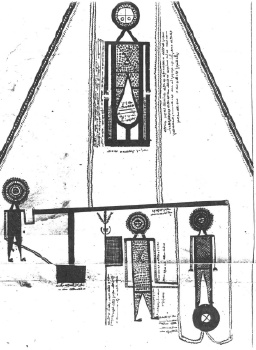
Un'altra immagine del Diwan Abatur, dove Abatur è ritratto presso la sua bilancia

Nel Mandeismo, la divinità (detta "Vita", "Grande Vita", "Prima Vita" e via dicendo) è una creatura di luce, mentre le sue emanazioni sono gradualmente sempre più "degenerate"; Yoshamin (la "Seconda Vita") si gira verso il Mondo dell'Oscurità (un mondo parallelo a quello della Luce, dove il dio risiede); come narrato nel Ginza Raba, Abatur (la "Terza Vita") degenera ulteriormente, guardando verso il basso, dove vi sono delle acque "nere" o "torbide" che formano i confini del Mondo della Luce. Con tale atto di ribellione (compito delle emanazioni era infatti quello di guardare verso l'alto, dove si trova il dio) Abatur crea la "Quarta Vita", Ptahil, a cui dà ordine di creare il mondo in cui vivono gli uomini. Ptahil però viene corrotto dagli abitanti del Mondo dell'Oscurità, e finisce per creare un mondo "inquinato", in cui deve scendere un redentore (Manda d-Haiyê, o Hibil Ziwa, o Jawar).
Per questo motivo, Abatur è detto colui "dal quale le imperfezioni sono originate" e che "ha seminato cattivo seme", e pertanto viene detronizzato ed esiliato dal Mondo della Luce: conseguentemente, dopo una discussione con Hibil Ziwa, Abatur viene posto ai cancelli del Mondo della Luce, dove funge da giudice delle anime dei morti. Per questo ruolo gli viene dato l'appellativo di "Abatur della Bilancia".
Si noti che Abatur viene detto anche Abatur Muzania, per distinguerlo da Abatur Rama (ossia Hibil Ziwa, che viene a volte identificato con lo stesso Abatur, per evitare confusione nei testi in cui i due parlano l'uno con l'altro).